# 林太平
林 太平（はやし たへい、1900年（明治33年）3月23日 - 1984年（昭和59年）10月18日）は、日本の陸軍軍人。最終階級は陸軍少将。

## 経歴
鹿児島県姶良郡、のちの国分市（現霧島市）で生まれた。広島陸軍地方幼年学校、中央幼年学校を経て、1920年（大正9年）5月、陸軍士官学校（32期）を卒業。同年12月、歩兵少尉に任官し歩兵第73連隊付となる。1929年（昭和4年）11月、陸軍大学校（41期）を卒業した。
1930年（昭和5年）8月、歩兵第24連隊付となり、陸軍戸山学校教官、豊予要塞参謀を経て、1932年（昭和7年）7月、参謀本部付勤務となる。参謀本部員、参謀本部付（在支武官室）を務め、1935年（昭和10年）8月、歩兵少佐に進級した。参謀本部員を経て、1938年（昭和13年）1月、中支那派遣軍参謀に発令され日中戦争に出征。同年3月、歩兵中佐に昇進。参謀本部員を経て、1940年（昭和15年）8月、歩兵大佐に進み参謀本部付となる。同月、大本営第18班長に就任し1941年（昭和16年）5月まで在任。
1941年6月、ベルリンに到着し、1942年（昭和17年）2月、ハンガリー公使館付武官に就任。1944年（昭和19年）8月、陸軍少将に進み終戦を迎えた。1945年（昭和20年）9月、軍務局付となり、同年12月に帰国し 予備役に編入された。
1947年（昭和22年）11月28日、公職追放仮指定を受けた。